# Omnis amans amens
Omnis amans amens  лат. (изговор: омнис аманс аменс). Сваки заљубљеник је безуман. (Публије Теренције Афер)

## Поријекло изреке
Изрекао Публије Теренције Афер, (лат. Publius Terentius Afer), римски писац комедија у  другом вијек прије нове ере .

## Тумачење
Заљубљеност је посебно психичко стање у коме човјек губи мјере и критерије за живот у реалном свијету. Његово понашање постаје "безумно".